# Lampa mikrofalowa
Lampy mikrofalowe – ogólna nazwa dużej grupy lamp elektronowych pracujących w zakresie bardzo wysokich częstotliwości (mikrofal). Lampy tego rodzaju  dzielą się na lampy o sterowaniu gęstością elektronów (tzw. "siatkowe") oraz lampy o sterowaniu prędkością elektronów. Lampy o sterowaniu prędkością elektronów zazwyczaj istotnie różnią się w konstrukcji od "siatkowych" lamp elektronowych. W lampach  tych na elektrony emitowane z katody oddziałuje bezpośrednio pole elektromagnetyczne wysokiej częstotliwości. Pole elektromagnetyczne wysokiej częstotliwości może być wytwarzane przez samą lampę (w lampach generacyjnych np. magnetronie czy klistronie refleksowym), lub być wprowadzane z zewnątrz (np. w zwykłym klistronie lub lampie o fali bieżącej).